# Gymnophytomyza secunda
Gymnophytomyza secunda är en tvåvingeart som beskrevs av Zlobin 1999. Gymnophytomyza secunda ingår i släktet Gymnophytomyza och familjen minerarflugor. Inga underarter finns listade i Catalogue of Life.